# جوستين جوليس
جوستين جوليس (بالفرنسية: Justin Jules)‏ مواليد 20 سبتمبر 1986 في سارتروفيل، هو دراج فرنسي في صنف سباق الدراجات على الطريق.

## سباقات أو مراحل فاز بها
| التاريخ        | السباق                                   | المركز                                         |
| -------------- | ---------------------------------------- | ---------------------------------------------- |
| 16 أبريل 2011  | طواف فينيستير 2011                       | الخامس في التصنيف العام                        |
| 14 أبريل 2012  | طواف فينيستير 2012                       | الثامن في التصنيف العام                        |
| 01 يناير 2013  | كأس فرنسا لركوب الدراجات على الطريق 2013 | السادس في تصنيف النقاط                         |
| 27 يناير 2013  | سباق جائزة لا مارسيليس الكبرى 2013       | الفائز في التصنيف العام                        |
| 16 مارس 2013   | لوار أتلانتيك الكلاسيكي 2013             | الخامس في التصنيف العام                        |
| 29 مارس 2013   | روت أديلي 2013                           | الثالث في التصنيف العام                        |
| 18 مارس 2015   | سباق نوكير كويرز 2015                    |                                                |
| 09 يوليو 2016  | Grote Prijs Stad Sint-Niklaas 2016       | الفائز في التصنيف العام                        |
| 25 سبتمبر 2016 | جوويكس بيجل 2016                         | التاسع في التصنيف العام                        |
| 23 فبراير 2017 | طواف بروفانس 2017                        | السابع في التصنيف العام                        |
| 05 مارس 2017   | سباق جائزة ليليرس الكبرى 2017            | الثالث في التصنيف العام                        |
| 26 مارس 2017   | تور دو نورماندي 2017                     | الأول في تصنيف النقاط، الثالث في التصنيف العام |
| 20 أغسطس 2017  | غروت بريجس جيف شيرنز 2017                |                                                |
| 06 أبريل 2018  | سباق حلبة دي لا سارث 2018                |                                                |
| 19 مايو 2019   | فويلتا أرغون 2019                        | الأول في تصنيف النقاط، التاسع في التصنيف العام |

## روابط خارجية
- جوستين جوليس على موقع الاتحاد الدولي للدراجات (الإنجليزية)
- جوستين جوليس على موقع أرشيف الدراجات (الإنجليزية)
- جوستين جوليس على موقع إحصائيات الدراجات الإحترافية (الإنجليزية)
- جوستين جوليس على موقع نسبة الدراجات (الإنجليزية)
- جوستين جوليس على موقع CycleBase (الإنجليزية)